# Goniagnathus
Goniagnathus är ett släkte av insekter. Goniagnathus ingår i familjen dvärgstritar.

## Dottertaxa tillGoniagnathus, i alfabetisk ordning[1]
- Goniagnathus agenor
- Goniagnathus albomaculatus
- Goniagnathus albomarginatus
- Goniagnathus algiricus
- Goniagnathus alkhubricus
- Goniagnathus appellans
- Goniagnathus appendiculatus
- Goniagnathus bicolor
- Goniagnathus bishapuricus
- Goniagnathus bolivari
- Goniagnathus brachypterus
- Goniagnathus brevis
- Goniagnathus caspianus
- Goniagnathus centralis
- Goniagnathus concavus
- Goniagnathus crocodontis
- Goniagnathus detectus
- Goniagnathus dursoicus
- Goniagnathus formosanus
- Goniagnathus fumosus
- Goniagnathus guttulinervis
- Goniagnathus hanifanus
- Goniagnathus hyalinus
- Goniagnathus kusnezovi
- Goniagnathus lukjanovitshi
- Goniagnathus minor
- Goniagnathus minutus
- Goniagnathus nervosus
- Goniagnathus obesus
- Goniagnathus obfuscatus
- Goniagnathus osmelaki
- Goniagnathus othello
- Goniagnathus parvipictus
- Goniagnathus pectinatus
- Goniagnathus punctifer
- Goniagnathus quadripinnatus
- Goniagnathus rugulosus
- Goniagnathus sanguinisparsus
- Goniagnathus severus
- Goniagnathus symphysis
- Goniagnathus syncerus
- Goniagnathus taiwanus
- Goniagnathus turkestanicus
- Goniagnathus uniformis
- Goniagnathus venenensis